# Ulrich Daldrup

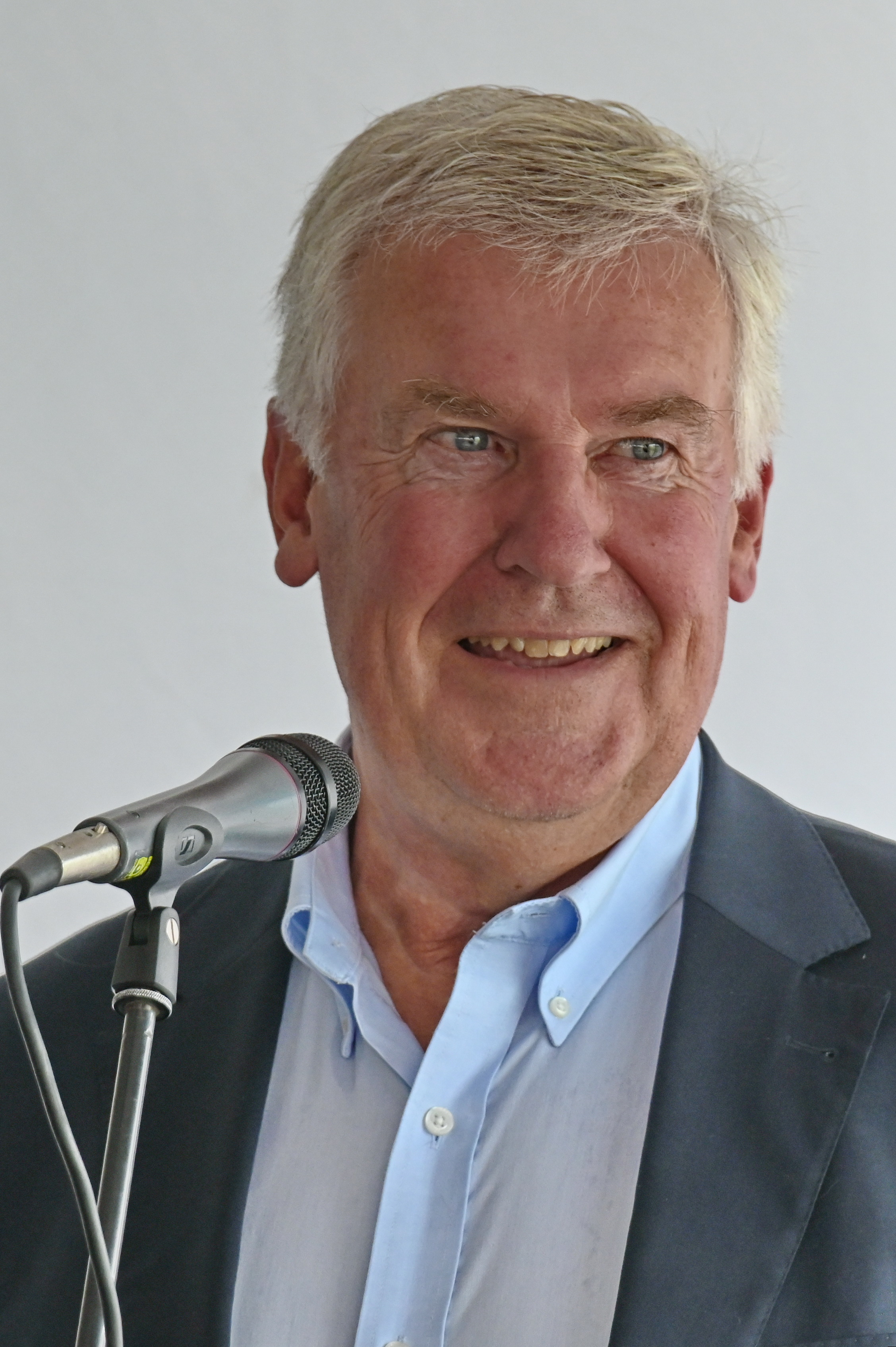
Ulrich Daldrup

Ulrich Daldrup (Hausberge, 27 september 1947) is een Duitse wetenschapper, politicus (CDU) en voormalig burgemeester van de stad Aken. Ulrich Daldrup groeide op in Brussel. Ulrich Daldrup woont sinds 1977 ook in Cadzand in Nederland.

## Opleiding en beroep
Nadat hij in 1965 afstudeerde aan de Europese School in Brussel, volgde Daldrup een bankopleiding bij Banque Bruxelles Lambert (tegenwoordig ING Groep N.V.) en studeerde vervolgens scheikunde aan de RWTH Aken. Nadat hij was afgestudeerd als gekwalificeerd scheikundige, promoveerde hij Dr. rer. nat.. Vervolgens studeerde hij economie aan de RWTH Universiteit van Aken.
Ulrich Daldrup werkte dertig jaar in de internationale samenwerking (ontwikkelingshulp) en humanitaire hulp. Hij bracht vele jaren van zijn leven door in Afrika en Azië. Zijn eerste post was van 1972 tot 1974 als onderdeel van de Duitse internationale samenwerking namens het federale ministerie voor Economische Samenwerking en Ontwikkeling als adviseur met de rang van afdelingshoofd bij het Ministère de l'Industrie in Rabat, Marokko. Vanaf 1975 was hij partner bij een Keuls adviesbureau, totdat hij in 1979 zijn eigen adviesbureau GFE GmbH oprichtte, gespecialiseerd in internationale samenwerking. Hij woonde ook een aantal jaren (1991 tot 1993) op Mauritius als adviseur van de eerste Mauritiaanse president Cassam Uteem. Daldrup speelde een sleutelrol bij het formuleren van de nieuwe grondwet van Mauritius, ingevoerd op 12 maart 1992, waardoor Mauritius een democratie werd en Cassam Uteem de eerste president werd. Daldrup woonde lange tijd in Bizerte (Tunesië), Dakar (Senegal), in Libreville (Gabon), in Nairobi (Kenia), in Mogadishu (Somalië), waar hij naast wetenschappelijk onderzoek een sleutelrol speelde in de economische ontwikkeling en de coördinatie van de humanitaire hulp was. Hij heeft talloze boeken geschreven en lezingen gegeven over het onderwerp internationale samenwerking.

## Academische carrière
Ulrich Daldrup is sinds 1984 hoogleraar “Internationaal Recht” en “Bedrijfskunde” aan de TH Keulen. In 2004 gaf de Hogeschool van Aken hem een docentpositie voor “Internationaal Management”. Van 1996 tot 1996 was hij rector van de Universiteit van Bradford/NIMBAS, MBA Campus Aachen als onderdeel van een internationale MBA-opleiding. Hij heeft ook lezingen gegeven aan de Kaunas University of Technology (Litouwen) en daar een technologiecentrum opgericht. Hiervoor werd hij in 2000 geëerd met de Doctor Honoris Causa. Ulrich Daldrup gaf ook lezingen aan de Universiteit van Stettin (Polen) en Georgetown University (VS). Zijn onderzoek richt zich op regionaal beleid, Europese contracten, internationale samenwerking en, in zijn latere jaren, de sociale gevolgen van de energietransitie en de impact daarvan op geselecteerde landen in Azië en Afrika. In 2016 nam Ulrich Daldrup ook de afdeling ondernemerschap van de TH Keulen over.

## Politiek
Ulrich Daldrup trad in 1992 toe tot de CDU in Aken. Hij werd in september 1993 tot voorzitter van de CDU Aken gekozen en in 1994 tot topkandidaat. Bij de lokale verkiezingen in september 1994 bracht Ulrich Daldrup de CDU weer aan de macht in Aken en werd hij verkozen tot de eerste burgemeester van de stad. In 1999 werd hij opnieuw genomineerd als topkandidaat en won hij opnieuw de lokale verkiezingen met 49,5%. Hij verloor echter de verkiezing tot burgemeester van de stad Aken in 1999 met 40,07% van de zittende Jürgen Linden, die 52,54% ontving. In 1999 werd hij tevens voorzitter van de MIT – middelgrote ondernemers- en zakenvereniging. Ulrich Daldrup is een van de oprichters van de Euregio’s Maas-Rijn en was een van de opstellers van de grondwet. Tijdens zijn politieke tijd ontving hij in Aken talrijke regeringsleiders en andere persoonlijkheden, zoals de toenmalige Duitse bondskanselier Helmut Kohl. Na zijn tijd als burgemeester van de stad Aken nam Ulrich Daldrup de taak van vertegenwoordiger van de federale regering op zich. Federaal Ministerie van Economische Zaken en Energie) voor de Baltische staten. Voor deze functie werd hij van 2000 tot 1 mei 2004 gedelegeerd naar Riga (Letland), waar hij de rang van staatssecretaris bekleedde bij het Ministerie van Financiën in Riga. Hij was verantwoordelijk voor het voorbereiden van met name Letland op toegang tot de Europese Unie op het gebied van regionale ontwikkeling en lokaal bestuur.

## Andere functies
In de jaren tachtig was Ulrich Daldrup secretaris-generaal van de Duits-Marokkaanse Vereniging. Van 1995 tot 2000 was hij voorzitter van de internationale Global Panel Conferences en ontving als zodanig belangrijke staatshoofden, politici en ondernemers, waaronder: de Amerikaanse president George H.W. Bush.
Ulrich Daldrup richtte in 2004 de Business Club Aachen Maastricht op, waarmee hij erin slaagde Duitse, Belgische en Nederlandse ondernemers bij elkaar te brengen. In 2006 werd hij benoemd tot vice-president van de humanitaire organisatie Water for the World Foundation. In 2007 richtte hij samen met tien Europese universiteiten, drie grote onderzoeksinstellingen en tal van particuliere bedrijven uit de energiesector het energiecluster ‘Energy Hills’ op. In 2015 werd Ulrich Daldrup voorzitter van de raad van toezicht van het European Agency for Sustainable Energy (EASE) en in 2018 werd Ulrich Daldrup verkozen tot vice-voorzitter van de raad van toezicht van de Europese Stichting Dom van Aken. Ulrich Daldrup werd benoemd in tal van raden van toezicht, waaronder: in IBC AG (voorzitter van de Raad van Commissarissen), FH Aachen, het startup-initiatief AC.E Aachener Entrepreneurship Team e.V., de Energieloft GmbH.

## Ondernemersprijs van de Business Club Aachen Maastricht
In 2007 initieerde Ulrich Daldrup de Ondernemersprijs van Business Club Aachen Maastricht. Aan deze prijs worden zeer hoge eisen gesteld aan de betreffende ontvanger. De Ondernemersprijs kan alleen worden uitgereikt aan mensen die als ondernemer zeer succesvol waren of zijn en die naast hun ondernemerschap op duurzame wijze een bijdrage leveren aan het algemeen belang, zoals: B. door het ondersteunen van sociale, sportieve, culturele, humanitaire of andere nobele doelen, evenals de bevordering van de wetenschap. Aan deze eer is een geldprijs van 5.000 euro verbonden. Een onafhankelijk bestuur heeft de taak om ieder jaar een ondernemer voor te dragen die aan de eisen voldoet.